# Monumento a Arturo Reyes

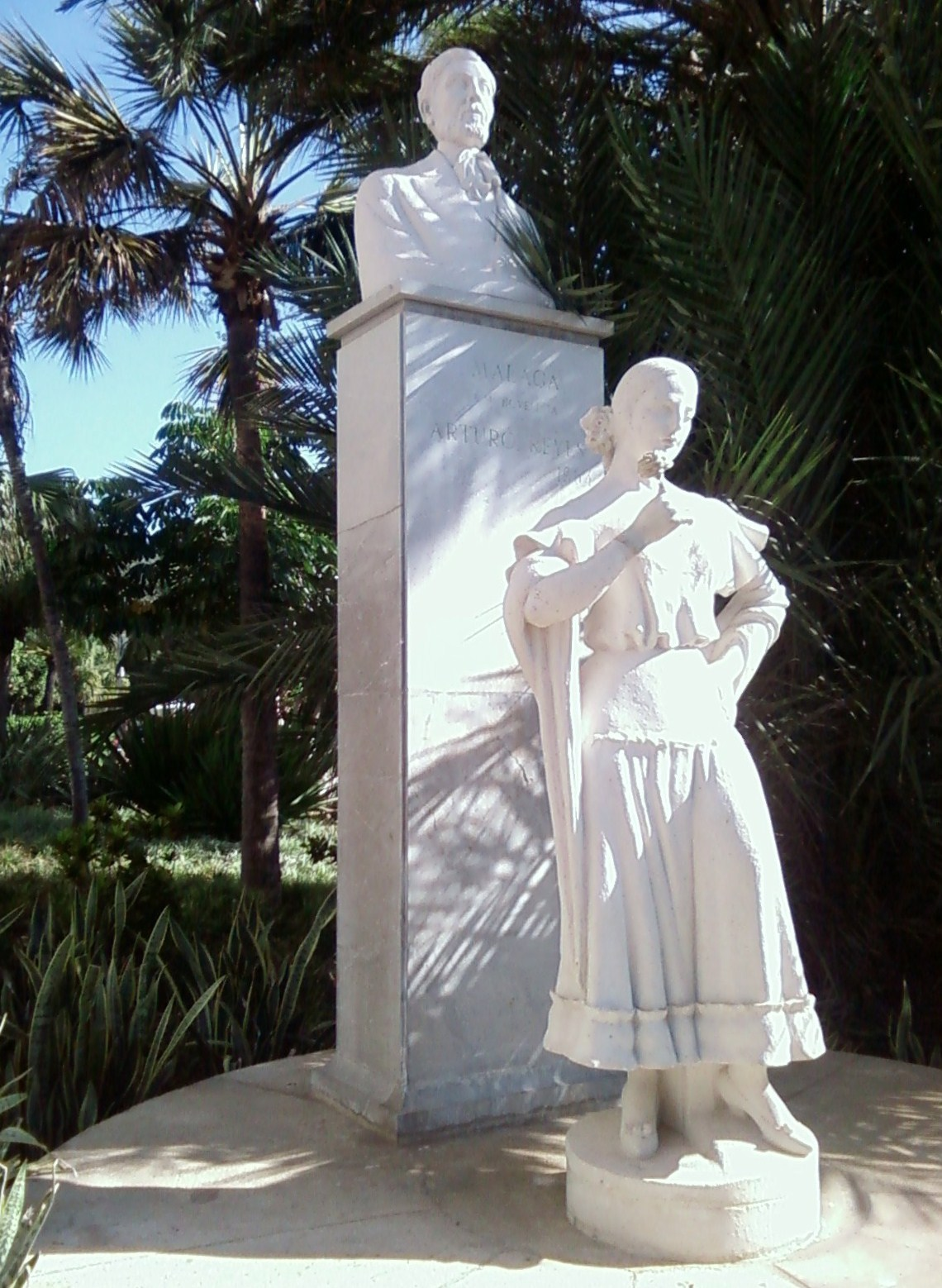
Monumento en el Parque de Málaga.

El monumento a Arturo Reyes es una escultura situada en el Parque de la ciudad española de Málaga.
Su autor es Adrián Risueño Gallardo (también escultor de la Fuente de las Tres Gitanillas). Fue inaugurado en 1964 y homenajea al novelista y poeta malagueño Arturo Reyes Aguilar. El monumento consta de un busto con la imagen del escritor sobre un pedestal y una figura de una mujer de cuerpo entero situada delante de él.